# Philipp Johann Ferdinand Schur
Philipp Johann Ferdinand Schur (1799-1878) va ser un botànic austríac (del Regne de Prússia).
Se'l coneix principalment per la seva monumental obra Enumeratio plantarum Transsilvaniae, xviii + 984 pp., amb multitud d'edicions. També va anar adquirint i obtenint de pròpia mà, una enorme col·lecció d'espècimens d'herbari, es troben avui als herbaris Lviv, i a Oberösterreichschen.

## Honors

### Eponímia
- (Asteraceae) Carduus × schurii Nyár.[2]
- (Euphorbiaceae) Euphorbia × schurii Simonk.[3]
- (Lamiaceae) Ajuga schurii Rouy[4]
- (Orchidaceae) Dactylorhiza schurii (Klinge) Aver.[5]
- (Poaceae) Koeleria schurii Ujhelyi[6]
- (Polygonaceae) Polygonum schurii Fuss[7]
- (Ranunculaceae) Aconitum schurii Beck[8]
- (Rhamnaceae) Rhamnus × schurii Kárpáti[9]
- (Rosaceae) Potentilla schurii Fuss ex Zimmeter[10]